# محمد أردوغان
محمد أردوغان (بالتركية: Mehmet Erdoğan)‏, (ولد: 30 أكتوبر 1956, بَسني في آدي يامان, تركيا) سياسي تركي. ونائب حالي وسابق في البرلمان التركي لأكثر من دورة ممثلا عن حزب العدالة والتنمية.